# Juan Mujica
Juan Martín Mujica Ferreira (født 22. december 1943, død 11. februar 2016) var en uruguayansk fodboldspiller (forsvarer) og -træner.
Mujica spillede gennem sin karriere 23 kampe og scorede to mål for Uruguays landshold. Han var en del af landets trup til VM 1970 i Mexico, og spillede alle uruguayanernes seks kampe i turneringen, hvor holdet sluttede på fjerdepladsen.
På klubplan spillede Mujica blandt andet for Nacional, Defensor Sporting og Liverpool Montevideo i hjemlandet, samt for Lille og Lens i Frankrig.
Mujica var, efter at have indstillet sin aktive karriere, træner, og stod blandt andet i spidsen for sin gamle klub som aktiv, Nacional, for colombianske Millonarios og Atlético Nacional, samt for Grêmio i Brasilien.